# الوراق (موقع ويب)

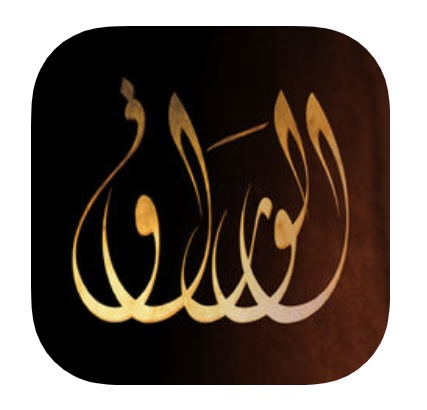

الوراق دوت نت موقع عربي أنشئ سنة 2000 يهدف حسب منشئيه إلى إحياء التراث العربي، حصل على العديد من الجوائز.

## مضمون الموقع

### الخدمات
ويتضمّن الموقع نصوصًا تراثيّة ووثائق مسموعة (قصائد وقصصًا من التراث العربي وموسيقى ومحاضرات) ومنتديات (مجالس الوراق). كما يتسنى للمستخدم أن يتصفّح نسخة جيدة من لسان العرب على الشبكة.
وبدأ الموقع ينشر نصوصًا محققة ودراسات في الأدب العربي القديم.
ومن نقائص الموقع أن النصوص المرفوعة مليئة بالأخطاء المطبعية (ويمكن القارئ أن ينبّه الفريق إلى هذه الأغلاط).

### المواضيع المتناولة
تشمل النصوص المعروضة (في 3 يناير 2007) المجالات التالية:
- الأدب (182 كتابًا)
- اللغة ومعاجمها (59 كتابًا)
- الحديث وعلومه (60 كتابًا)
- علوم القرآن ورجالاتها (27 كتابا)
- الجغرافيا (21 كتاباً)
- الفلسفة (33 كتاباً)
- الأنساب (32 كتاباً)
- تفسير الأحلام (4 كتاباً)
- الشعر والشعراء (111 كتاباً)
- التاريخ (79 كتاباً)
- التراجم (75 كتاباً)
- الفقه والفقهاء (23 كتاباً)
- الرحلات (11 كتاباً)
- التصوف (21 كتاباً)

## الجوائز
- جائزة أفضل محتوى عربي في قمة مجتمع المعلومات في 2005
- جائزة أفضل محتوى ثقافي في الإمارات العربية المتحدة في نفس السنة.
- وصف جريدة الشرق الأوسط الوراق بـ «أكبر مكتبة عربية على الإنترنت» (7 أغسطس 2003).

## عنوان الموقع
http://www.alwaraq.net